# Mallotus villosus
Il mallotto (Mallotus villosus),  conosciuto comunemente come capelin (Regolamento (UE) N. 1282/2009 e Regolamento delegato (UE) 2015/98 e G.U. della Repubblica Italiana 2ª Serie speciale - n. 23 del 23-3-2015), unica specie del genere Mallotus, è un pesce anadromo appartenente alla famiglia Osmeridae.

## Etimologia
Il nome scientifico del genere, Mallotus, deriva dall'unione delle parole greche mallos, lana + otus, aggettivo indicante la qualità: i descrittori si riferivano alla caratteristica forma delle scaglie dei maschi durante il periodo riproduttivo, che appaiono con bordi sfrangiati tali da far apparire morbidi, "pelosi" (il nome della specie è proprio villosus) o simili a nuvole, i fianchi di questi individui.

## Distribuzione e habitat
Questa specie è diffusa in tutte le acque comprese tra il Circolo polare artico e il 40º parallelo nord, Mar Mediterraneo escluso. È anadroma (si riproduce nelle acque dolci ma vive in acque salate) e può vivere in acque dolci, salate e salmastre comprese tra 0 e -700 metri di profondità (in pratica i maggiori fiumi e laghi afferenti alle acque oceaniche dove è diffuso).

## Descrizione
Il mallotto è un pesce dal corpo allungato e sottile, compresso ai fianchi, con occhi grandi. Le pinne sono piccole e robuste, è presente la pinna adiposa. La livrea è argentea con riflessi bluastri, il ventre bianco argenteo. Il maschio si riconosce dalla femmina per via del muso più corto e per le pinne più sviluppate. 

Raggiunge una lunghezza massima di 20 cm (la femmina fino a 25 cm) per un'età massima di 10 anni.
Area in verde: zona di caccia degli adulti
Area in blu: distribuzione dei giovani
Frecce verdi: migrazioni per il cibo
Frecce blu: ritorno dall'area del cibo
Area in rosso e frecce rosse: migrazioni degli adulti 
verso la zona di riproduzione (area in rosso) e rotte di migrazione dei banchi di avannotti e giovani

## Migrazione
I mallotti diffusi nell'area intorno all'Islanda sono interessati da un'importante migrazione, studiata per comprendere meglio il ciclo vitale di questa specie e favorirne la pesca, importante industria islandese.

## Riproduzione
Si riproduce in primavera dopo aver raggiunto le località dove avviene la fregola attraverso lunghe migrazioni: i maschi giungono sulle coste qualche giorno prima delle femmine, formando grandi banchi sottocosta, per poi spesso entrare nelle acque dolci dell'entroterra costiero, dove avviene la riproduzione. Ogni femmina può deporre 6.000-12.000 uova.

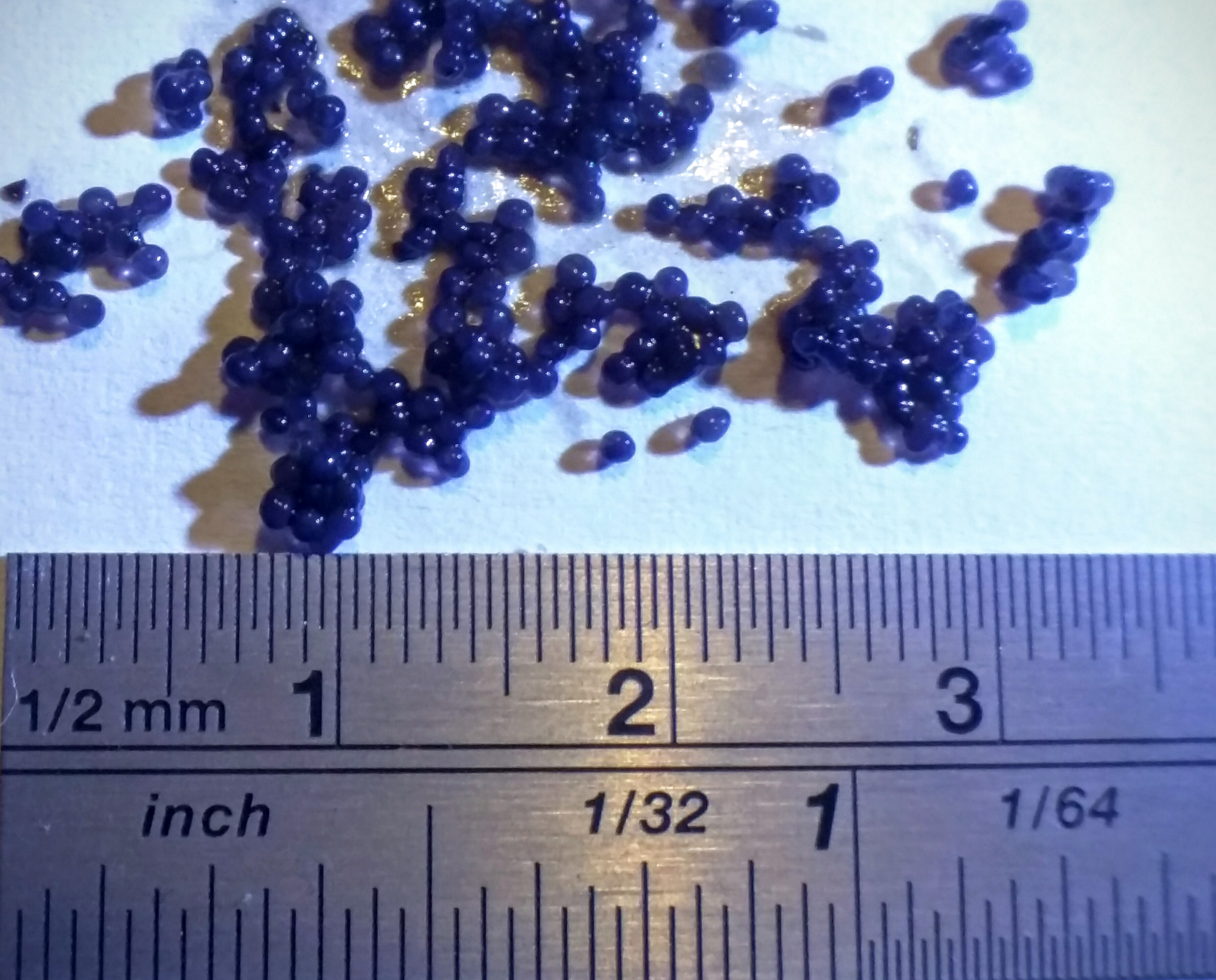
Uova di Mallotus villosus tinte e pastorizzate come succedaneo del caviale

## Alimentazione
Questa specie si nutre di piccoli pesci, vermi, crostacei e altri invertebrati marini.

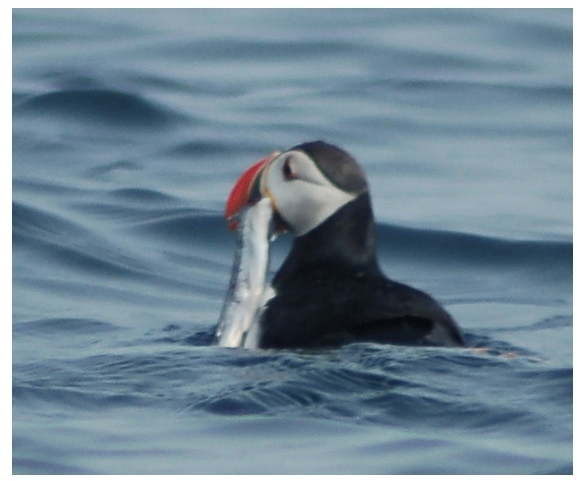
Un pulcinella di mare cattura alcuni capelani

## Predatori
È una delle principali prede del merluzzo e del pulcinella di mare.

## Pesca e conservazione
Sebbene non molto conosciuta nell'area mediterranea, la specie è ampiamente pescata e commerciata in Nord Europa e, con minor diffusione, anche in Russia, Stati Uniti e Canada. Le uova sono preparate come il caviale, mentre il pesce è consumato affumicato o fritto.